# Kanat de Quba
El Kanat de Quba Kubba o Kuba fou un estat del Caucas, entre Bakú i Derbent. La capital estava a Khudat fins al 1735, quan es va traslladar a Quba.
Sota el regnat del xa Suleiman I (1666-1694) príncep de la família dels usmi de Kaytak anomenat Husayn Khan va arribar a la cort d'Esfahan on es va fer xiïta i va complaure al xa que el va nomenar governador de Quba i Saliyan (a la desembocadura del Kura) amb títol de kan. Husayn va fundar el castell de Khudad que fou la seva residència.
Va morir el setembre del 1721 i el va succeir el seu fill Ahmad Khan que poc després era expulsat pel príncep Čulaq Surkhay Khan dels Kazi Kumuk, que estava aliat amb el cap religiós de Muskur, Hadjdji Dawud, que tenia el suport de Turquia i que des de 1721 van tenir un paper considerable al Daguestan. Husayn Ali Khan ibn Ahmad, net de Husayn Khan, va aliar-se a Pere el Gran de Rússia (1682-1725) i va poder recuperar les possessions hereditàries dels usmi de Kaytak. Nadir Shah, que des del 1722 controlava el govern persa, li va retornar Saliyan que s'havia independitzat el 1729. El 1747 a la mort de Nadir Shah, Husayn Ali Khan es va fer independent i va traslladar la seva residència de Khudad a Kubba, on va construir una població, i va annexionar Derbent, Shabaran i Kulhan.
Va morir el 1758 i el va succeir el seu fill Fath Ali Khan que va buscar l'aliança amb Caterina II de Rússia. Mercès a l'ajut rus i altres aliances va poder dominar el Kanat de Xirvan del 1768 al 1770, i va dominar Bakú, el kan del qual el va nomenar tutor del seu fill (1768) càrrec que va exercir dos anys. El 27 de juny de 1774 el científic rus Samuel Gottlieb Gmelin fou assassinat mentre era captiu de l'usmi de Kaytak, i Caterina II va enviar a Derbent al general Medem oficialment per venjar l'assassinat. El 1778 va enviar nou mil homes al Gilan per restablir a Hidayat Khan que havia estat expulsat pels qajars. El 1782 va entrar a Saliyan (que des de 1747 tornava a ser independent). El 1788 va fer una expedició al sud que van arribar fins a Ardabil, que va ocupar i els Shahsewan, una confederació tribal que va ser independent durant quarants anys, el va reconèixer. Els kans de Karabagh i de Tabriz li van demanar també suport. Planeja accions conjuntes amb el rei Irakli II de Kartli i Kakhètia (rei de Kakhètia del 1744 al 1798, i també de Kartli del 1762 al 1798) i s'hi va entrevistar am Shamkur, però poques setmanes després es va posar malalt i va morir el març del 1789. El va succeir el seu fill gran Ahmad Khan, mort al cap de dos anys, pujant al tron un segon fill, Shaykh Ali Agha.
Shaykh Ali Agha va optar per aliar-se als qajars però el comte rus Valerian Zubov va ocupar Derbent el 4 de maig de 1796 i va donar el govern a la seva germana Peri-djahan khanum; el kan fou fet presoner, però es va poder escapar i va reprendre la lluita. El tsar Pau I de Rússia havia pujat al tron el 17 de novembre de 1796 i no va tardar a canviar la política i les tropes russes al Caucas foren retirades. Shaykh Ali va recuperar Derbent. El 23 de març de 1801 va morir Pau I, i poc després, junt amb altres kans, va enviar una delegació al tsar Alexandre I de Rússia que l'havia succeït. Però el 1805 tornava a estar enfrontat als russos, als que va crear seriosos problemes. El 21 de juny/3 de juliol de 1806 (dates segons els dos calendaris) era ocupada Derbent, ara capital del kanat de Quba, pels russos que van posar al tron a Husayn Khan II; fins al 1811 Shaykh Ali va donar problemes als russos. Quba i altres territoris foren renunciats per Pèrsia al tractat de Gulistan de 1813. Tres anys després el darrer kan era deposat i el kanat annexionat per Rússia.

## Llista de kans
- Husayn Khan 1680 - 1721
- Ahmad Khan I 1721-1722
- Ocupació per Kazi Kumukh (Shulaq Surkhay Khan) 1722-1723
- Husayn Ali Khan 1723-1758
- Fath Ali Khan 1758-1789
- Ahmad Khan II 1789-1791
- Shaykh Ali Agha 1791-1806
- Husayn Khan II 1806-1816